# Lipka (gmina)
Lipka – gmina wiejska w województwie wielkopolskim, w powiecie złotowskim. W latach 1975–1998 gmina położona była w województwie pilskim. Siedziba gminy to Lipka.
Według danych z 31 grudnia 2011 gminę zamieszkiwały 5664 osoby. Natomiast według danych z 31 grudnia 2019 roku gminę zamieszkiwało 5509 osób.

## Struktura powierzchni
Według danych z roku 2002 gmina Lipka ma obszar 191,01 km², w tym:
- użytki rolne: 60%
- użytki leśne: 29%

Gmina stanowi 11,5% powierzchni powiatu.

## Demografia

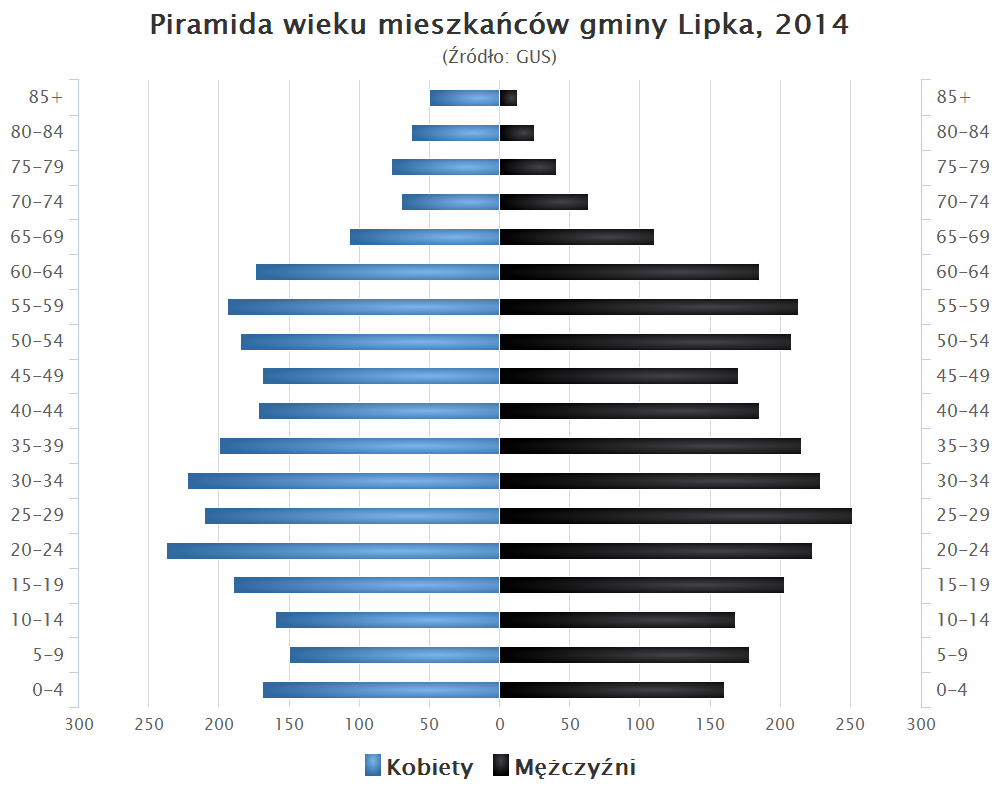
Piramida wieku mieszkańców gminy Lipka w 2014 roku

Dane z 31 grudnia 2011:
| Opis                              | Ogółem | Ogółem | Kobiety | Kobiety | Mężczyźni | Mężczyźni |
| --------------------------------- | ------ | ------ | ------- | ------- | --------- | --------- |
| jednostka                         | osób   | %      | osób    | %       | osób      | %         |
| populacja                         | 5664   | 100    | 2804    | 49,5    | 2860      | 50,5      |
| gęstość zaludnienia (mieszk./km²) | 29,7   | 29,7   | 14,7    | 14,7    | 15        | 15        |

## Sąsiednie gminy
Debrzno, Okonek, Sępólno Krajeńskie, Więcbork, Zakrzewo, Złotów